# Episodi di Here's Lucy (quinta stagione)
La quinta stagione della serie televisiva Here's Lucy è stata trasmessa in anteprima negli Stati Uniti d'America dalla CBS tra l'11 settembre 1972 e il 5 marzo 1973.
| nº | Titolo originale                           | Titolo italiano | Prima TV USA      | Prima TV Italia |
| -- | ------------------------------------------ | --------------- | ----------------- | --------------- |
| 1  | Lucy's Big Break                           |                 | 11 settembre 1972 |                 |
| 2  | Lucy and Eva Gabor Are Hospital Roomies    |                 | 18 settembre 1972 |                 |
| 3  | Harrison Carter, Male Nurse                |                 | 25 settembre 1972 |                 |
| 4  | A Home Is Not an Office                    |                 | 2 ottobre 1972    |                 |
| 5  | Lucy and Joe Namath                        |                 | 9 ottobre 1972    |                 |
| 6  | The Case of the Reckless Wheelchair Driver |                 | 16 ottobre 1972   |                 |
| 7  | Lucy, the Other Woman                      |                 | 23 ottobre 1972   |                 |
| 8  | Lucy and Petula Clark                      |                 | 30 ottobre 1972   |                 |
| 9  | Lucy and Jim Bailey                        |                 | 6 novembre 1972   |                 |
| 10 | Dirty Gertie                               |                 | 13 novembre 1972  |                 |
| 11 | Lucy and Donny Osmond                      |                 | 20 novembre 1972  |                 |
| 12 | Lucy and Her Prince Charming               |                 | 27 novembre 1972  |                 |
| 13 | My Fair Buzzi                              |                 | 11 dicembre 1972  |                 |
| 14 | Lucy and the Group Encounter               |                 | 18 dicembre 1972  |                 |
| 15 | Lucy Is Really in a Pickle                 |                 | 1º gennaio 1973   |                 |
| 16 | Lucy Goes on Her Last Blind Date           |                 | 8 gennaio 1973    |                 |
| 17 | Lucy and Her Genuine Twimby                |                 | 15 gennaio 1973   |                 |
| 18 | Lucy Goes to Prison                        |                 | 22 gennaio 1973   |                 |
| 19 | Lucy and the Professor                     |                 | 29 gennaio 1973   |                 |
| 20 | Lucy and the Franchise Fiasco              |                 | 5 febbraio 1973   |                 |
| 21 | Lucy and Uncle Harry's Pot                 |                 | 12 febbraio 1973  |                 |
| 22 | The Not-So-Popular Mechanics               |                 | 19 febbraio 1973  |                 |
| 23 | Goodbye, Mrs. Hips                         |                 | 26 febbraio 1973  |                 |
| 24 | Lucy and Harry's Memoirs                   |                 | 5 marzo 1973      |                 |